# قلعه حسن علی
قلعه حسن علی نام آتشفشانی در جنوب شرقی استان کرمان است. با وجود اینکه آخرین زمان فوران این آتشفشان مشخص نیست اما احتمالاً زمان شکل گیری آن دوره هولوسین می‌باشد.